# 동명대학
동명대학(東明大學, Tongmyong College)은 부산광역시 남구에 있었던 대한민국의 사립 전문대학이다. 동일 법인의 산업대학인 동명정보대학교와 통합하여 일반대학인 동명대학교로 개편되며 폐지되었다.

## 연혁
1978년 12월 28일, 학교법인 동명문화학원에 의하여 동원공업전문대학이 설립되었다. 이듬해 3월 6일 개교하였다. 1985년 1월 15일, 동명전문대학으로 교명을 변경하였다. 1998년 5월 1일 동명대학으로 교명을 변경하였다. 2004년 이후 동일 법인 내 산업대학인 동명정보대학교와 통합이 추진되었다. 이후 2006년 3월 2일, 통합 대학인 동명대학교가 일반대학으로 개교를 앞두고, 같은 해 2월 18일을 끝으로 폐교하였다.

## 같이 보기
- 동명대학교
- 동명정보대학교